# Et si j'étais une femme...
Pour plus de détails, voir Fiche technique et Distribution.
Et si j'étais une femme… (Zur Sache, Macho!) est un téléfilm allemand, réalisé par Michael Rowitz, diffusé en 2013.

## Synopsis
Georg est un macho, il aime les femmes, sortir et se soucie peu des autres et notamment de leurs sentiments. Lorsque son frère, handicapé mental, a qui il a dit qu'il partait sur Mars pour 6 ans, fait le vœu qu'il arrive tout ce qu'il mérite à Georg, les choses changent. La part de féminité qui est en lui se matérialise.

## Fiche technique
- Titre original : Zur Sache, Macho!
- Réalisation : Michael Rowitz
- Scénario : Stefanie Veith et Christian Pötschke
- Photographie : Dietmar Koelzer
- Musique : Joao Jarosch
- Durée : 120 min
- Date de diffusion :
  -  France : 28 novembre 2013 sur M6

## Distribution
- Maximilian von Pufendorf : Georg Sommer / Waltraud Winter
- Mirjam Weichselbraun (VF : Noémie Orphelin) : Lisa Rammser
- Matthias Buss (VF : Emmanuel Gradi) : Micha Sommer
- Tino Mewes (VF : Taric Mehani) : Daniel Spatz
- Wolfgang Böck : Rudi Bauer
- Hilde Dalik (VF : Murielle Naigeon) : Magda Rammser
- Patricia Hirschbichler (VF : Isabelle Leprince) : Else Weigert
- Stefano Bernardin (VF : Charles Germain) : Julius
- Tim Breyvogel : Schneider
- Andrea Eckert (VF : Laurence Charpentier) : Katie Asbach